# Desmodium concinnum
Desmodium concinnum är en ärtväxtart som beskrevs av Dc. Desmodium concinnum ingår i släktet Desmodium och familjen ärtväxter.

## Underarter
Arten delas in i följande underarter:
- D. c. concinnum
- D. c. retusum